# Пейтингерова таблиця

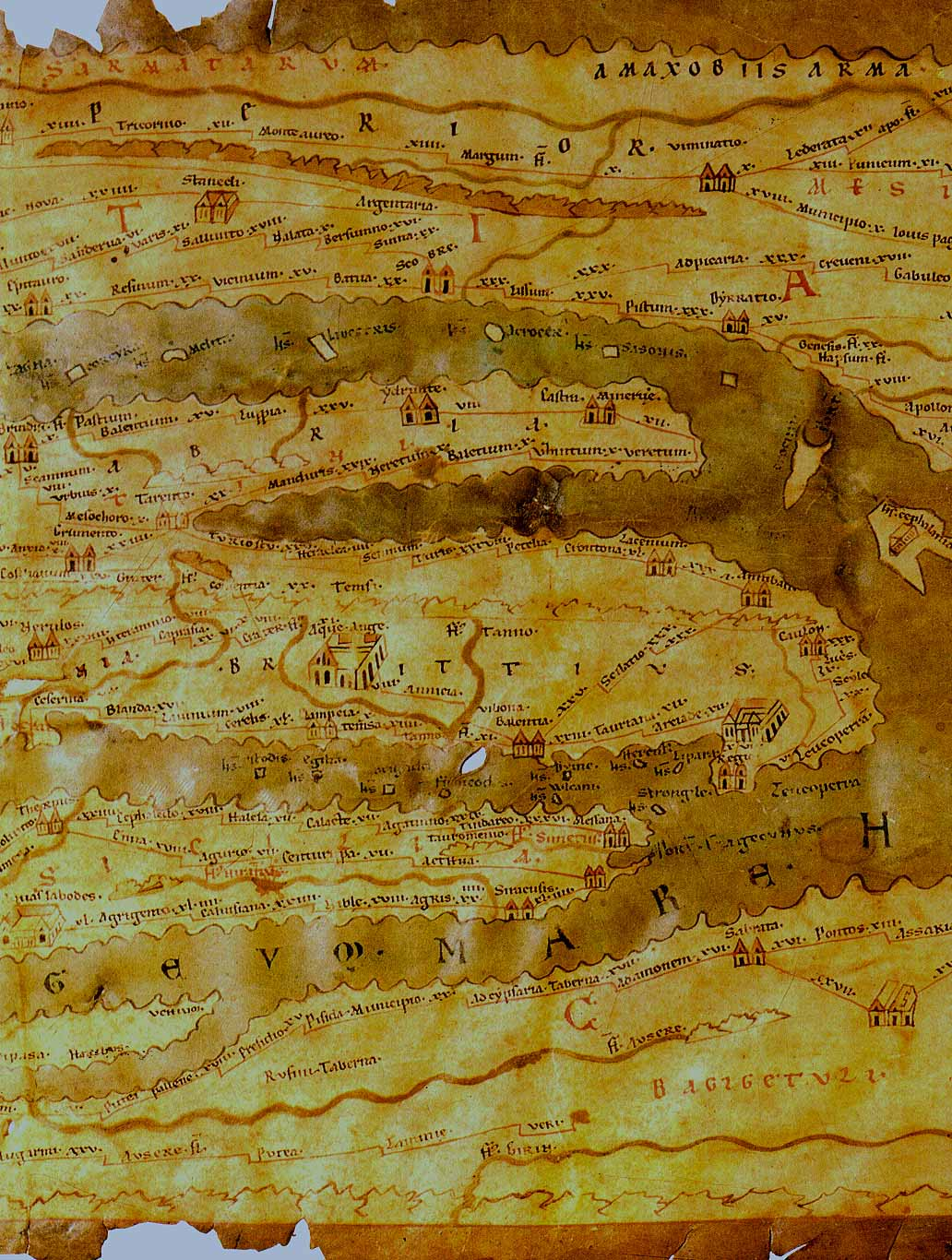
Пейтингерова таблиця. Фрагмент VII.

Пейтингерова або Певтингерова таблиця (лат. Tabula Peutingeriana або Peutingeriana Tabula Itineraria) — пергаментна копія з давньої римської карти, створена в XIII столітті ченцем з Кольмару (Ельзас). На ній зображені римські дороги і основні міста Імперії. Карта отримала свою назву на честь одного з власників — Конрада Пейтингера, німецького гуманіста і любителя старожитностей, який жив в XV—XVI ст.
У 2007 р. Пейтингерова таблиця увійшла до списку « Пам'ять світу» ЮНЕСКО.

## Історія
Оригінал карти був створений в період між I століттям до н. е. та V століттям н. е. Імовірно Пейтингерова таблиця сходить до карти Агріппи, складеної для його тестя імператора Октавіана Августа. Потім протягом декількох століть до карти вносилися зміни та уточнення. Ймовірно, карта була виправлена в IV столітті, бо на ній позначений Константинополь, названий так Костянтином Великим 11 травня 330 р., і деякі нотатки про біблійні події. З іншого боку, на Пейтингеровій таблиці є зображення міст на території сучасної Німеччини, зруйновані або покинуті після V століття, що свідчить про те, що в V столітті до карти перестали вносити зміни.
Збережений манускрипт датується XIII століттям. Він був створений невідомим ченцем з Кольмара, який зробив копію з давнього оригіналу близько 1265 р.
1494 року Конрад Цельтіс виявив карту в бібліотеці Вормса. Після його смерті в 1508 р. карта за заповітом перейшла до його друга Конрада Пейтингера (1465—1547).
1591 року карта була частково опублікована видавничим домом Жана Море (Jan Moretus) під назвою «Fragmenta tabulæ antiquæ». Через кілька років, в грудні 1598 р., той же видавничий будинок в Антверпені випустив повний варіант карти — копію, виконану Абрахамом Ортелієм під патронажем бургомістра Аугсбурга і мецената Маркуса Вельзера, що доводився родичем Пейтингеру. Тираж налічував 250 примірників.
Сім'я Пейтингерів володіла картою до 1714 р. Потім вона деякий час переходила з рук в руки, поки не була продана за сто дукатів Євгену Савойському. Після його смерті в 1736 р. карту придбала Імперська палацова бібліотека Габсбургів (Hofbibliothek).
Зараз Пейтингерова таблиця зберігається в Австрійській національній бібліотеці в Гофбурзі (Відень) і рідко демонструється публіці.

## Опис
Пейтингерова таблиця складається з 11 пергаментних аркушів. Загалом довжина карти — 6,75 м, а ширина — 0,34 м. На ній зображені римські дороги, довжина яких у сумі становила близько 200 тис. км, а також позначені міста, моря, річки, ліси і гори. На карті представлена вся Римська імперія, Близький Схід та Індія, позначені Ганг, Шрі-Ланка (лат. Insula Trapobane) і навіть згадується Китай. Також там (на частинах 8 і 9) зображені території півдня сучасної України, населені в часи створення оригіналу сарматами, венедами й роксоланами.

На першому аркуші зображені східна частина Британських островів (географічно — південно-східна Британія, сучасні графства Ессекс, Кент та Східний Суссекс), Голландія, Бельгія, частина Франції і західна частина Марокко. Відсутність Іберійського півострова змушує припустити, що до наших днів не дійшов дванадцятий аркуш, на якому повинні були бути зображені Іспанія, Португалія і західна частина Британських островів. Нижче представлена вся карта, перемальована Конрадом Міллером у 1887 р.
На мапі позначені 555 міст і близько 3500 пам'яток (наприклад, маяки, святі місця). Міста позначені двома будиночками, а особливо значимі (наприклад, Рим, Константинополь, Антіохія) — спеціальними піктограмами у вигляді медальйонів.
Відстані і ландшафти представлені не так, як на сучасних картах. Пейтингерову таблицю можна назвати скоріше схемою, ніж картою, адже законів перспективи та масштабування в той час не дотримувалися. Втім, творець карти і не ставив перед собою таку мету — карта використовувалася для того, щоб дізнатися, як простіше дістатися з одного населеного пункту до іншого, яка відстань їх розділяє та іншу подібну інформацію. Відстань наведене у милях, але іноді в галльських леугах або перських парасангах. Відстані з півночі на південь стиснені, а відстані зі сходу на захід розтягнені. Карта виконана в шести кольорах — чорному, червоному, зеленому, жовтому, синьому та рожевому.
Є на карті і помилки, допущені копіїстом. Наприклад, місто Гренобль названий ісп. Culabone, в той час як в античності він називався Cularone (Cularo). Іноді копіїст, вказуючи відстані між поштовими станціями, випадково заміняв римську цифру V на II і навпаки.

## Галерея

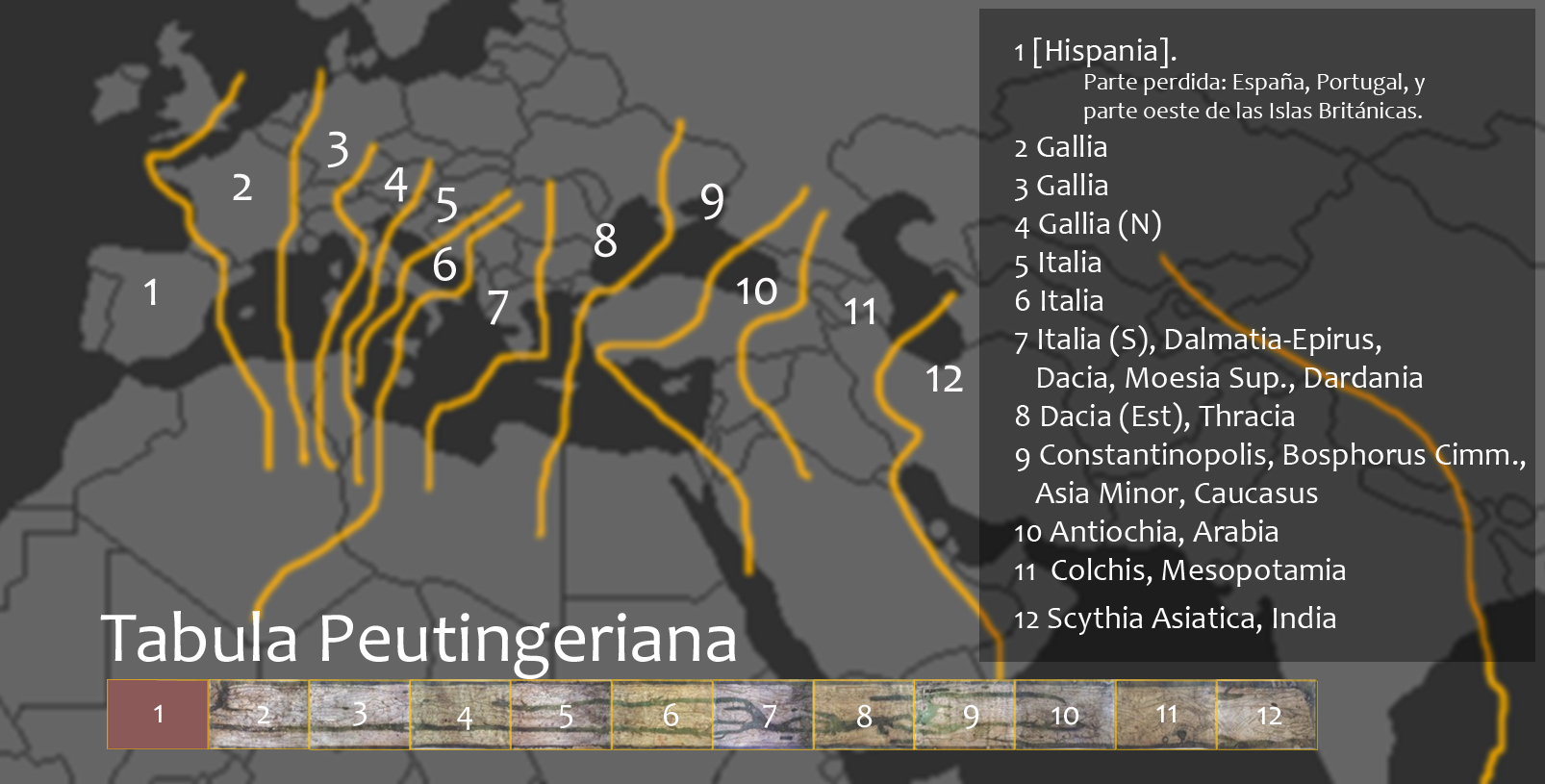
Відповідність мапи реальній географії
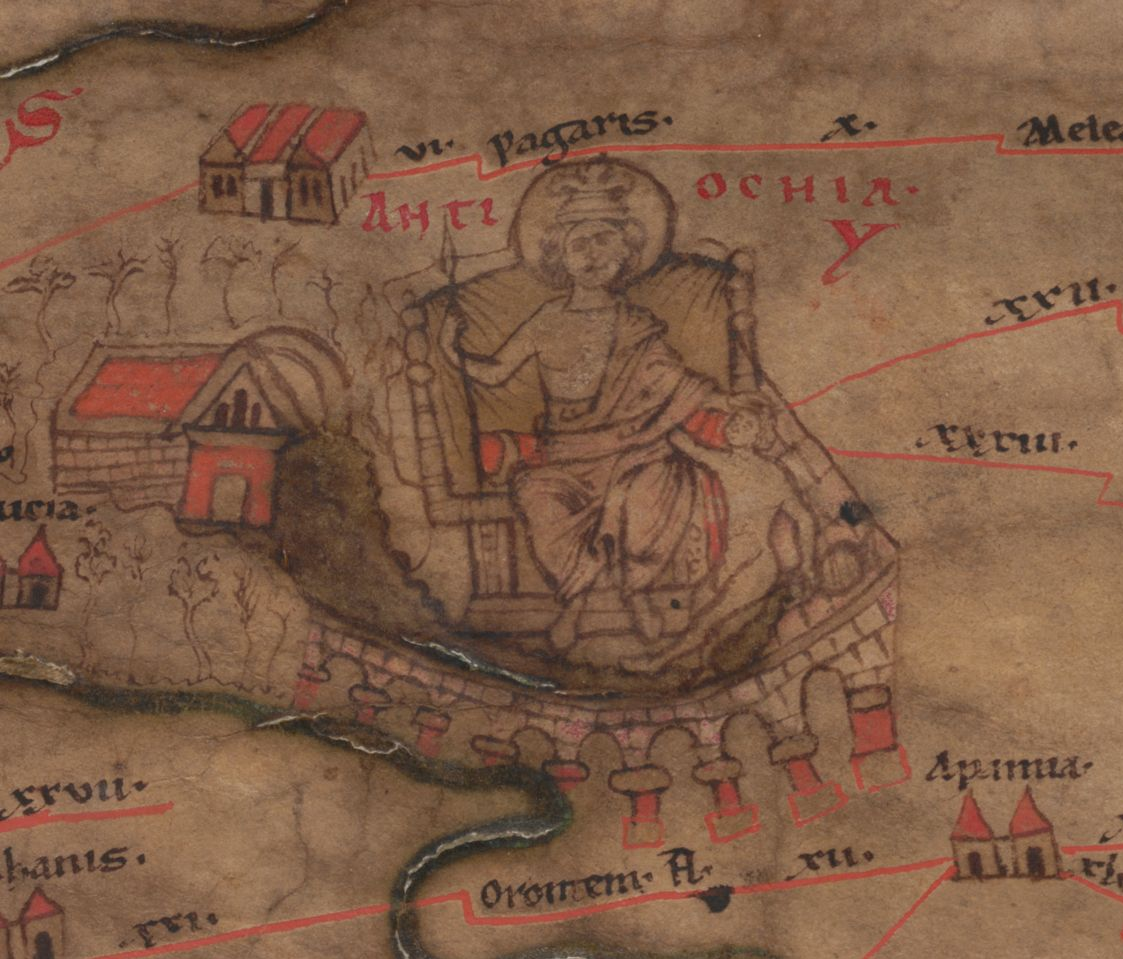
Деталь мапи, Антіохія
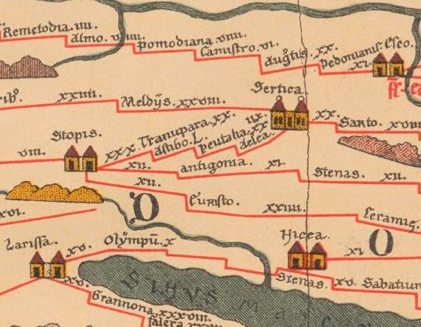
Позначки малих і великих міст з дорогами
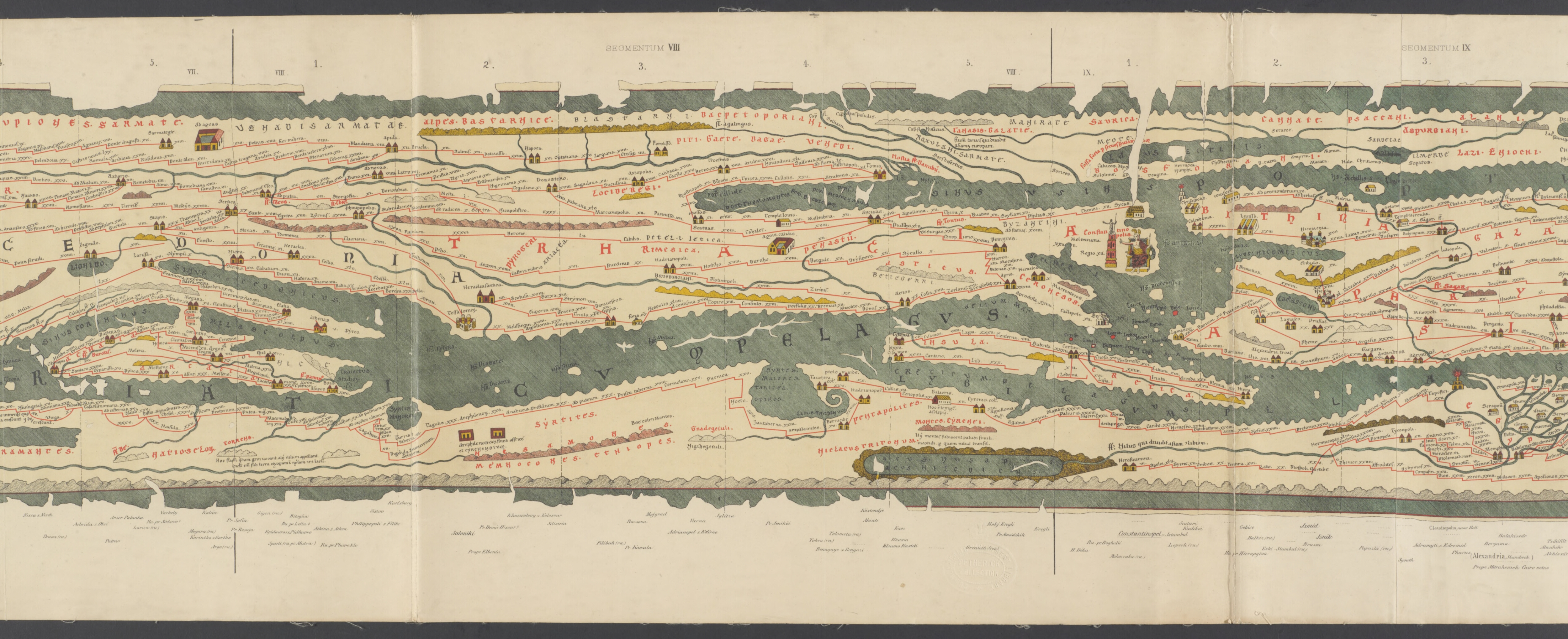
Частина VIII. Вгорі майже посередині територія сучасної України